# Улица Гагарина (Калуга)
Улица Гагарина — улица в историческом центре Калуги, проходит от Площади Мира до Гагаринской развязки у реки Ока. По улице проходит граница района Циолковский.
Одна из главных транспортных магистралей города. На площадке возле памятника 600-летию Калуги устраиваются праздничные массовые мероприятия, концерты, салюты.

## История

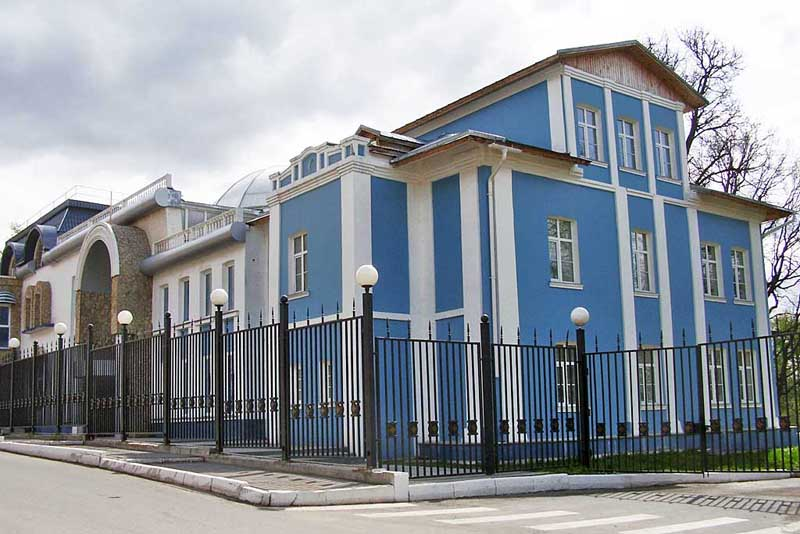
Дом графини Салиас

Современная улица объединила прежние улицы Малая и Нижняя Садовые.
С установлением советской власти улицы была переименована в честь видного деятеля советского государства Н. И. Бухарина
Современное название в честь первого космонавта Земли Юрия Гагарина (1934—1968). Уже знаменитым космонавтом Гагарин неоднократно приезжал в город.

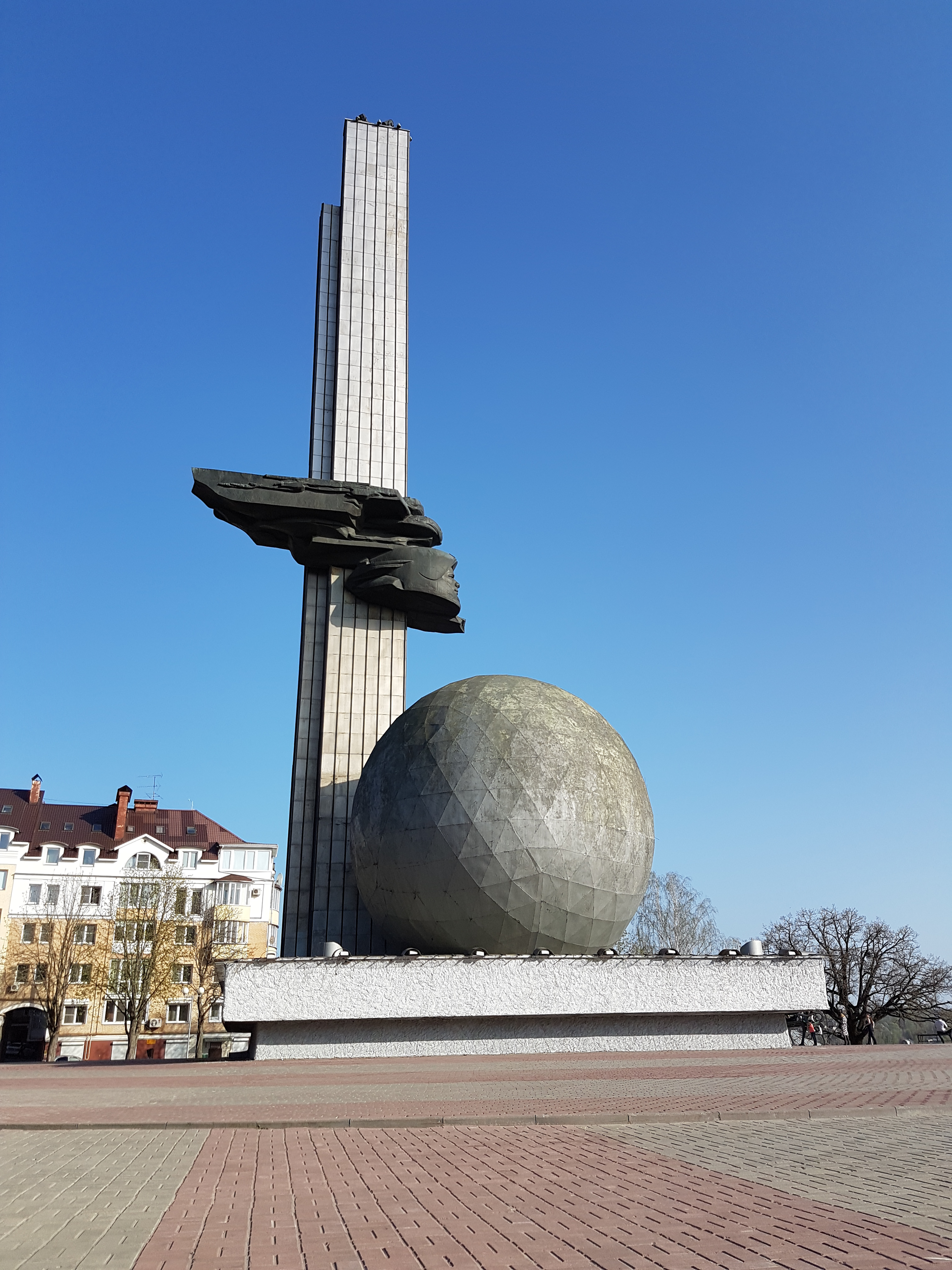
Памятник 600-летию Калуги, Калуга

29 октября 1977 года на примыкающей к улице площади был торжественно открыт Памятник 600-летию Калуги (проект скульптора Л. Е. Кербеля, архитекторы В. Н. Датюк, Е. И. Киреев, П. Т. Перминов).
Застройка улицы осуществлялась в середине XX века по проектам главного архитектора Калуги Евгения Киреева. На улице был обустроен первый в городе подземный пешеходный переход. На улице находились воинские Макушкины казармы (народное название «Порт-Артур»), их снесли в самом начале 1970-х годов и на освободившемся участке возвели жилые дома.
Осенью 2013 года на улице установили большой герб города.

## Достопримечательности
Памятник 600-летию Калуги
д. 39 — Усадьба купцов Товаровских (не сохранилась)
д.50/24 — Дом графини Салиас (последняя треть XVIII века, мемориальная доска Салиас)